# Linda Dallmann
Linda Dallmann (ur. 2 września 1994 w Dinslaken) – niemiecka piłkarka, występująca na pozycji pomocniczki w niemieckim klubie Bayern Monachium oraz w reprezentacji Niemiec. Uczestniczka Mistrzostw Świata 2019 oraz Mistrzostw Europy 2017 i 2022.

## Statystyki

### Klubowe
Na podstawie:
| Klub             | Sezonów | Liga              | Liga  | Liga   | Puchar krajowy | Puchar krajowy | Kontynentalne | Kontynentalne | Suma  | Suma   |
| Klub             | Sezonów | Liga              | Mecze | Bramki | Mecze          | Bramki         | Mecze         | Bramki        | Mecze | Bramki |
| ---------------- | ------- | ----------------- | ----- | ------ | -------------- | -------------- | ------------- | ------------- | ----- | ------ |
| Bayer Leverkusen | 1       | Frauen-Bundesliga | 1     | 0      | 0              | 0              | –             | –             | 1     | 0      |
| SGS Essen        | 8       | Frauen-Bundesliga | 156   | 28     | 16             | 11             | –             | –             | 172   | 39     |
| Bayern Monachium | 6       | Frauen-Bundesliga | 108   | 37     | 20             | 5              | 33            | 8             | 161   | 50     |
|                  | Łącznie | Łącznie           | 265   | 65     | 36             | 16             | 33            | 8             | 334   | 89     |

### Reprezentacyjne
Na podstawie:
| Mecze w reprezentacji na Mistrzostwach Świata 2019 | Mecze w reprezentacji na Mistrzostwach Świata 2019 | Mecze w reprezentacji na Mistrzostwach Świata 2019 | Mecze w reprezentacji na Mistrzostwach Świata 2019 | Mecze w reprezentacji na Mistrzostwach Świata 2019 | Mecze w reprezentacji na Mistrzostwach Świata 2019 | Mecze w reprezentacji na Mistrzostwach Świata 2019 | Mecze w reprezentacji na Mistrzostwach Świata 2019 |
| Lp.                                                | Data                                               | Miasto                                             | Przeciwnik                                         | Wynik                                              | Gole                                               | Inne                                               | Faza turnieju                                      |
| -------------------------------------------------- | -------------------------------------------------- | -------------------------------------------------- | -------------------------------------------------- | -------------------------------------------------- | -------------------------------------------------- | -------------------------------------------------- | -------------------------------------------------- |
| 1.                                                 | 17.06.2019                                         | Montpellier                                        | Południowa Afryka                                  | 4:0 (3:0)                                          |                                                    |                                                    | Faza grupowa                                       |
| 2.                                                 | 29.06.2019                                         | Rennes                                             | Szwecja                                            | 1:2 (1:1)                                          |                                                    |                                                    | Ćwierćfinał                                        |

## Sukcesy
Na podstawie:

### Klubowe
- Mistrzyni Niemiec 2020/21, 2022/23, 2023/24
- Superpuchar Niemiec 2024

### Reprezentacyjne
- Wicemistrzostwo Europy 2022
- Mistrzostwo Świata U-20 2014